# Conrad Sewell
Conrad Sewell, nato Conrad Ignatius Mario Maximilian Sewell (Brisbane, 31 marzo 1988), è un cantautore australiano. Diventato noto al grande pubblico dopo aver collaborato con Kygo nel brano Firestone, ha successivamente rinnovato il successo con il singolo da solista Start Again, con cui ha vinto un ARIA Music Award nella categoria "canzone dell'anno". Nel 2019 ha pubblicato il suo album di debutto Life.

## Biografia

### Esordi e formazione
Cresciuto a Brisbane, Sewell è fratello di Grace Sewell, anche lei nota cantante. Sewell comincia ad avviare la sua carriera musicale in giovane età, inviando le sue demo a varie etichette discografiche sin dall'età di otto anni. Nel 2004 esegue un'audizione per la seconda stagione di Australian Idol, senza tuttavia riuscire a superare il primo provino. Nel 2006 si trasferisce nel Regno Unito.

### Sons of Midnight e lancio della carriera da solista (2007-2017)
Nel 2007 Sewell forma il duo musicale The Fret insieme al chitarrista Matthew Copley. Il gruppo si arricchisce successivamente di altri tre membri e viene rinominato Sons of Midnight. Dopo alcuni anni di attività, nel 2013 il gruppo pubblica un album eponimo, per poi sciogliersi l'anno successivo. Nel 2014 collabora con Kygo nel singolo Firestone nelle vesti di interprete e coautore. Il brano si rivela nel tempo un notevole successo internazionale, rivelandosi uno dei maggiori successi discografici del 2015 in paesi come Australia, Germania, Italia, Polonia e Regno Unito.
Nel novembre del 2015 ha pubblicato il suo primo EP intitolato All I Know, da cui sono stati estratti i singoli Hold Me Up, Start Again, Who You Lovin e Remind Me. In particolare Start Again si rivela un grande successo commerciale, raggiungendo la vetta della classifica australiana e conseguendo un disco di platino sempre in Australia, oltre a vincere un ARIA Music Award nella categoria "canzone dell'anno". I singoli Who You Loving e Remind Me ottengono entrambi il disco d'oro, mentre l'EP si posiziona alla numero 9 della classifica album australiana.
Sempre nel 2015 apre diversi concerti per artisti come Ed Sheeran, Jess Glynne e Maroon 5. Nel marzo 2016 collabora con Avicii al singolo Taste the Feeling, brano ufficiale di una campagna pubblicitaria della Coca-Cola che entra in varie classifiche internazionali.

### Contratto con Sony Music,Life,Precious(2018-presente)
Nel maggio 2018 viene annunciato che è sotto contratto con Sony Music Australia. Nello stesso mese pubblica l'EP Ghosts & Heartaches. Pubblica dunque il singolo Healing Hands, che raggiunge la posizione 7 nella classifica australiana e viene certificato 3 volte platino. Nel maggio 2019 pubblica il suo primo album in studio, Life, che raggiunge la vetta della classifica australiana. Alla pubblicazione dell'album seguono un tour da headliner e il lancio di ulteriori singoli.
Nel corso del 2022 l'artista pubblica vari singoli che anticipano l'uscita del suo secondo album in studio Precious, previsto per il 3 marzo 2023.

## Discografia

### Album in studio
- 2019 – Life
- 2023 – Precious

### EP
- 2015 – All I Know
- 2018 – Ghosts & Heartaches

### Singoli
- 2015 – Hold Me Up
- 2015 – Start Again
- 2015 – Who You Lovin
- 2016 – Remind Me
- 2016 – Taste the Feeling (con Avicii)
- 2018 – Healing Hands
- 2018 – Changing
- 2019 – Love Me Anyway
- 2019 – Life
- 2019 – Big World
- 2022 – God Save the Queen
- 2022 – Make Me a Believer
- 2022 – Caroline
- 2022 – Rolling Thunder
- 2023 – Precious

### Collaborazioni
- 2014 – Firestone (Kygo feat. Conrad Sewell)
- 2015 – Braver Love (Arty feat. Conrad Sewell)
- 2015 – Little Love (Kilian & Jo feat. Conrad Sewell)
- 2017 – Secrets (Cid feat. Conrad Sewell)
- 2018 – Sex, Love & Water (Armin van Buuren feat. Conrad Sewell)
- 2019 – Who I Am (Enzo Ingrosso feat. Conrad Sewell)
- 2020 – Kingdom (Arty feat. Conrad Sewell)